# Chris Rolfe
Pour les articles homonymes, voir Rolfe.
Chris Rolfe est un joueur américain de soccer, né le 17 janvier 1983 à Kettering dans l'Ohio. Évoluant comme attaquant, il devient une figure marquante du Fire de Chicago et est désormais retiré du soccer professionnel.

## Sélection nationale
Chris Rolfe obtient sa première sélection le 12 novembre 2005 contre l'Écosse à Hampden Park.
Il participe à deux matchs à l'extérieur lors des qualifications pour la Coupe du monde 2010 contre la Barbade (1-0) et Trinité-et-Tobago (1-2). Il n'est en revanche pas retenu dans la liste des 23 joueurs pour la Coupe du monde 2010.
Rolfe compte neuf sélections dont deux titularisations entre 2005 et 2009.

## Palmarès
Fire de Chicago
- Vainqueur de la Coupe des États-Unis (1) : 2006